# Asunto de Lillehammer

Se conoce como asunto de Lillehammer (en hebreo: פרשת לילהאמר, Parshat Lillehammer; en noruego: Lillehammer-saken) al asesinato de Ahmed Bouchiki, un camarero marroquí, por parte del Mosad el 21 de julio de 1973 en Lillehammer, Noruega. Los agentes del servicio secreto israelí habían confundido a un civil inocente con Ali Hassan Salameh, jefe de operaciones de la organización terrorista palestina Septiembre Negro y supuesto cerebro de la masacre de Múnich. Seis miembros del Mosad fueron detenidos por la policía noruega y condenados por el crimen con penas de cárcel de hasta seis años, aunque ninguno llegó a cumplirlas íntegramente. La operación supuso un duro revés a la reputación del Mosad, que logró matar al verdadero Salameh en 1979.

## Antecedentes
El Mosad, la agencia de inteligencia de Israel, había desplegado una operación militar encubierta, conocida como «Cólera de Dios», para asesinar a los individuos que habían participado en la masacre de Múnich de 1972, en la que once miembros del equipo israelí en los Juegos Olímpicos de Múnich 1972 fueron secuestrados y asesinados por terroristas palestinos de Septiembre Negro. Entre sus objetivos se encontraba Ali Hassan Salameh, jefe de operaciones de dicha organización. Desde entonces el Mosad había acabado con cinco personas presuntamente implicadas en los hechos.
En el verano de 1973, Israel recibió información de que Salameh había sido localizado en Lillehammer, Noruega, presuntamente trabajando como camarero en un hotel. El servicio de inteligencia mandó una delegación de quince personas para indagar la pista, entre los cuales se encontraban el director general Zvi Zamir y el jefe de operaciones Michael Harari. Los agentes desplazados al hotel reforzaron su hipótesis cuando vieron a otro investigado, un mensajero de origen palestino, manteniendo una conversación en francés con el camarero. Dado que Salameh era políglota y el sospechoso se parecía físicamente a él, llegaron a la conclusión de que se trataba de la misma persona.
Sin embargo, Salameh nunca había estado en Noruega; el camarero era en realidad Ahmed Bouchiki, un inmigrante marroquí de ascendencia argelina y hermano de Chico Bouchikhi, el fundador de Gipsy Kings. Bouchikhi no tenía ninguna implicación política, residía en Lillehammer desde hacía años y se había casado con Torill Larsen, una mujer noruega que en ese momento estaba embarazada. A su vez, la policía local sospechaba de la presencia de los israelíes y comenzó a vigilar sus movimientos.

## Asesinato
En la noche del 21 de julio de 1973, un día después de la identificación errónea, los agentes del Mosad llevaron a cabo el asesinato. Ahmed Bouchiki y su mujer habían ido al cine, tomaron un autobús y desde la estación dieron un paseo hacia su casa. Cerca de la vivienda le estaban esperando cuatro miembros del servicio secreto israelí: dos para perpetrar el crimen y otros dos en el interior de un automóvil alquilado. Pese a que uno de los agentes advirtió que el sospechoso hablaba noruego con fluidez, lo cual descartaba a Salameh, Harari autorizó la operación. A escasos metros de su casa, los agentes dieron el alto a Bouchiki y sin mediar palabra le dispararon doce veces a quemarropa, delante de su esposa, para después huir en el vehículo a toda velocidad. Ahmed había fallecido en el acto, y aunque la policía no pudo detener a los culpables sí logró identificar los automóviles en los que huyeron.
El crimen de Bouchiki conmocionó a los vecinos de Lillehammer, donde no se había producido un asesinato desde hacía décadas. La delegación israelí se dio cuenta de que habían matado a la persona equivocada a la mañana siguiente, cuando la noticia salió en la prensa. Nueve de los agentes, incluyendo a Harari y a los cuatro implicados directos, lograron huir de Noruega ese mismo día, pero la policía logró arrestar a los seis restantes: dos de ellos —Dan Aerbel y Marianne Gladnikoff— al intentar devolver los vehículos alquilados, y otros cuatro —Sylvia Raphael, Abraham Gehmer, Zwi Steinberg y Michael Dorf— en un piso franco de Bærum, con las identidades facilitadas en el interrogatorio. El propietario de la vivienda era un miembro del cuerpo diplomático israelí.
Durante el curso de la investigación se comprobó que Sylvia Raphael usaba la identidad de la canadiense Patricia Roxborough, una secretaria a quien habían robado el pasaporte unos meses antes en su oficina de Montreal.

## Consecuencias
Los detenidos fueron juzgados en Noruega en febrero de 1974: cinco de ellos resultaron culpables de haber participado en el asesinato, mientras que Dorf quedó libre de todos los cargos. Y a pesar de que se les habían impuesto penas de cárcel de hasta seis años, todos ellos fueron liberados antes de tiempo y deportados a Israel en 1975. La investigación noruega que se llevó a cabo y las revelaciones de los agentes capturados comprometieron a los activos del Mosad en Europa, incluyendo pisos francos, agentes y operativos. Del mismo modo, se desvelaron errores graves en la identificación del sospechoso que llevaron al Mosad a cambiar su modus operandi.
Tras el incidente, se desencadenó un sentimiento de indignación internacional que obligó a la primera ministra Golda Meir a suspender la Operación Cólera de Dios. Zvi Zamir dejó la dirección del Mosad en 1974. Harari también presentó su dimisión, pero Meir se negó a aceptarla y le mantuvo dentro de la agencia. Cinco años después se reanudó la operación bajo el mandato de un nuevo primer ministro, Menachem Begin, para buscar a los implicados en la masacre de Múnich que seguían con vida. Ali Hassan Salameh terminó siendo ejecutado por el Mosad el 22 de enero de 1979, mediante un coche bomba en Beirut (Líbano) que también acabó con la vida de cuatro guardaespaldas y cuatro civiles.
La justicia de Noruega reabrió el caso en 1990, y el gobierno noruego llevó a cabo una comisión de investigación. En sus conclusiones se recoge que la actuación israelí supuso una «violación de la soberanía nacional» y que las autoridades noruegas habían rebajado la condena para no dañar las relaciones diplomáticas con Israel, pero negaba cualquier colaboración de sus fuerzas de seguridad. Aunque en 1998 se dictó una orden de arresto internacional contra Michael Harari como máximo responsable, fue retirada al año siguiente.
Después de dos décadas negando cualquier responsabilidad, en enero de 1996 el gobierno israelí de Shimon Peres pagó una compensación a la viuda y a la hija de Bouchiki.